# Astroloma compactum
Astroloma compactum är en ljungväxtart som beskrevs av Robert Brown. Astroloma compactum ingår i släktet Astroloma och familjen ljungväxter. Inga underarter finns listade i Catalogue of Life.